# Río Mokau
El río Mokau es una gran corriente de agua situada en la isla Norte de Nueva Zelanda.

## Historia
Aunque la desembocadura está rodeada por un gran banco de arena, con una marea alta, los buques más grandes pueden pasar con seguridad y entrar en el río, y navegar por 37 km (23 millas) de aguas. A finales del siglo XIX y principios del siglo XX, fue sede de una próspera industria de la explotación forestal y la minería del carbón. Sin embargo, los riesgos y los costos de transporte de mercancías para entrar por el Mokau dieron por concluida dicha empresa.

## Geografía
El río nace como un manantial en el bosque de Pureora, al sur de Te Kūiti, en las laderas de la cordillera de Rangitoto. Tras un breve recorrido hacia el noroeste, gira al suroeste y recorre 158 km (98 millas) a través del distrito de Waitomo, en el condado de King. Desemboca en la bahía de North Taranaki en la ciudad de Mōkau. En el río se practica el kayak.